# Cava Lazzaro
La cava Lazzaro è una delle numerose cave che attraversano la Sicilia sud-orientale, parte iniziale della cosiddetta cava Grande di Rosolini, sita a pochi chilometri dal comune omonimo. La cava prende il nome da un'immensa cavità naturale conosciuta anche come grotta Lazzaro. Essa si trova lungo la valle di un torrente localizzato tra i comuni di Modica in provincia di Ragusa e Rosolini in provincia di Siracusa in Sicilia.

## Storia e descrizione

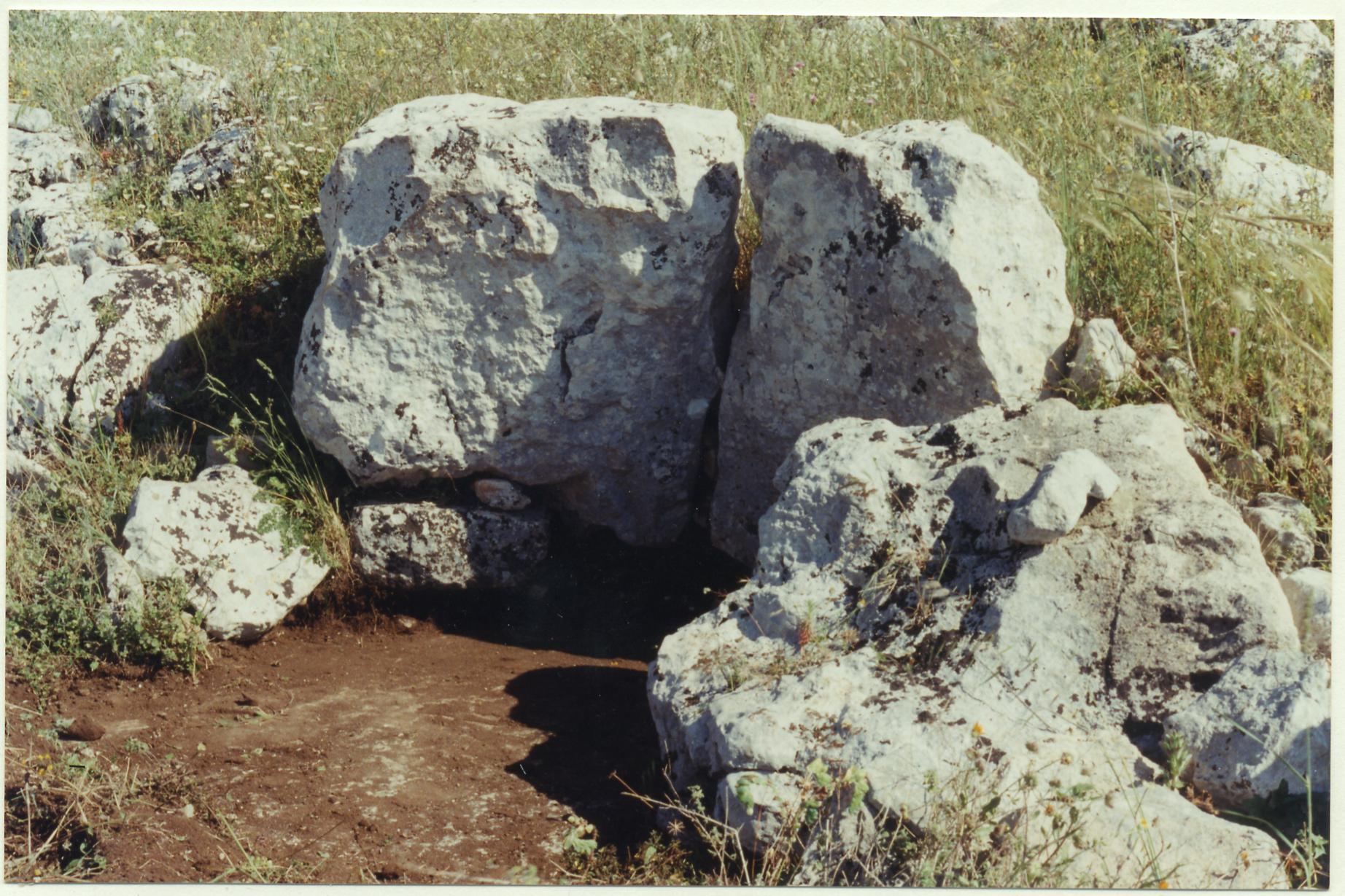
I resti di un dolmen

La grotta fu abitata in età preistorica e nell'età del bronzo, nella cosiddetta facies castellucciana. Del periodo rimane una necropoli con la cosiddetta tomba Orsi  ben conosciuta degli studiosi. Oltre alle bellezze naturalistiche, l'area è importante da un punto di vista storico ed archeologico essendo stata abitata quasi ininterrottamente nel tempo. Oltre ai resti dell'età del bronzo vi si trovano tracce di epoca paleocristiana e due oratori rupestri bizantini riutilizzati nel corso dei secoli dai contadini della zona.
Gli importanti reperti archeologici rinvenuti sono conservati parte nel Museo civico di Modica, parte nel Museo archeologico ibleo di Ragusa ed altri nel Museo paleontologico ed etnografico Pigorini di Roma. Su un versante della terrazza calcarea è ubicata la famosa tomba del Principe, che sfoggia un monumentale prospetto, incavato nella roccia, a otto finti semipilastri, con incisioni a doppia lisca di pesce, a disco puntinato e a triangoli. Dalla grotta Lazzaro, già indagata dal barone Ferdinand Von Andrian verso la fine dell'Ottocento, proviene uno degli enigmatici "ossi a globuli" interpretati come manici di coltelli.
Sulla stessa terrazza, si possono ammirare due grossi blocchi in calcare bianco-grigiastro della zona, che hanno costituito la parte centrale di un dolmen "semicircolare" paragonabile al dolmen di Cava dei Servi o ad altri presenti in Spagna, Corsica, Sardegna, Puglia e Malta.

## Galleria d'immagini

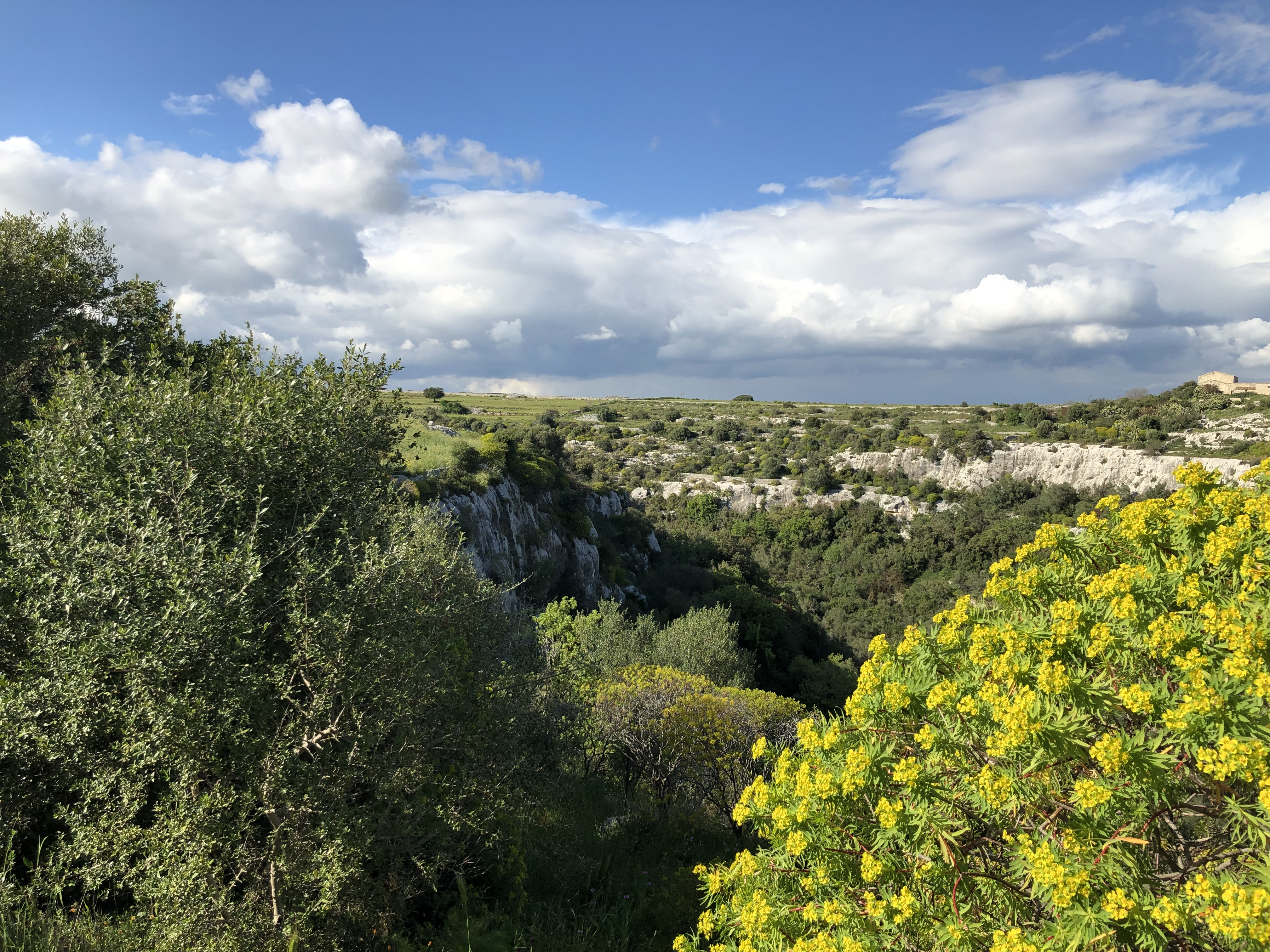
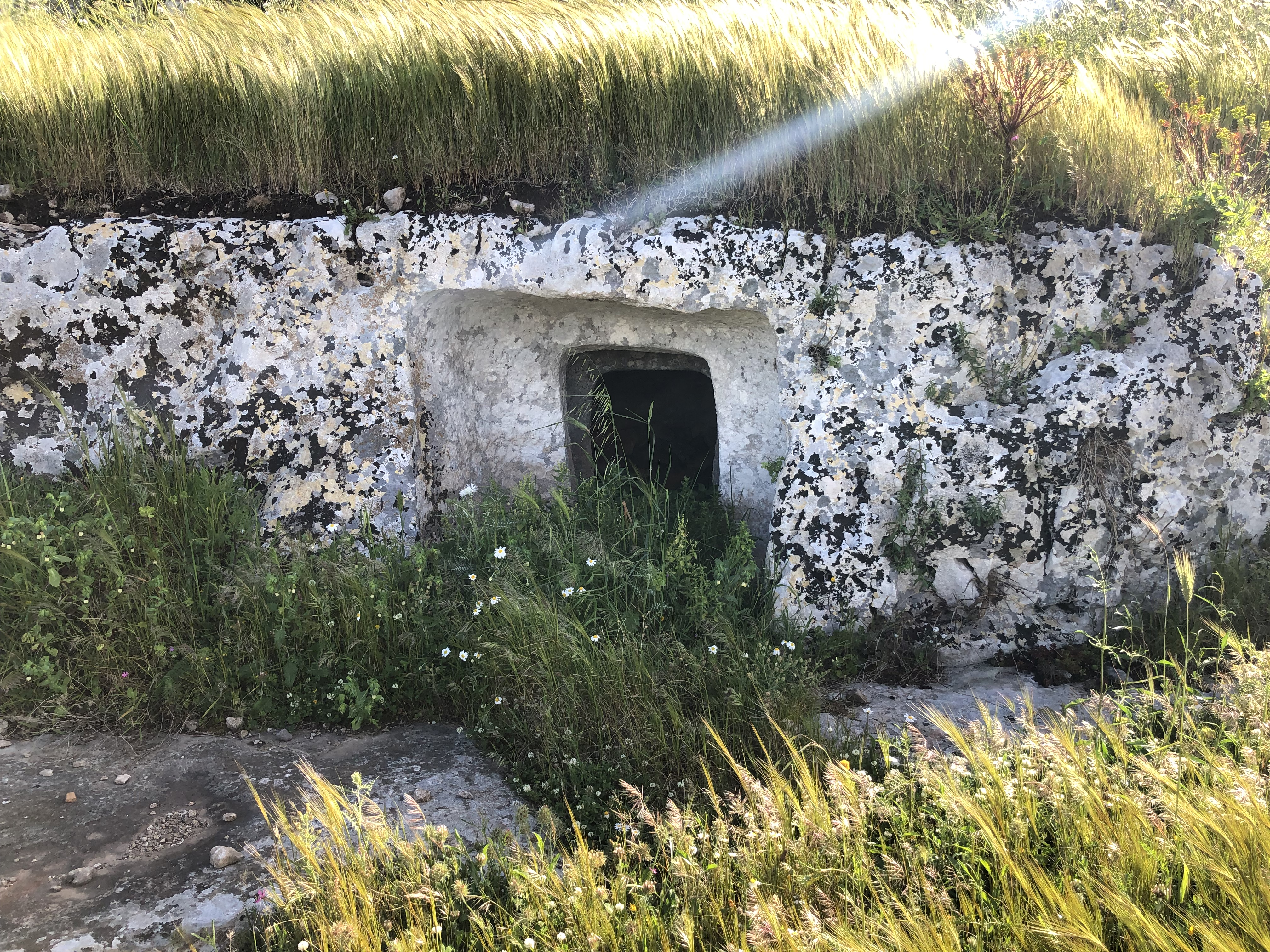
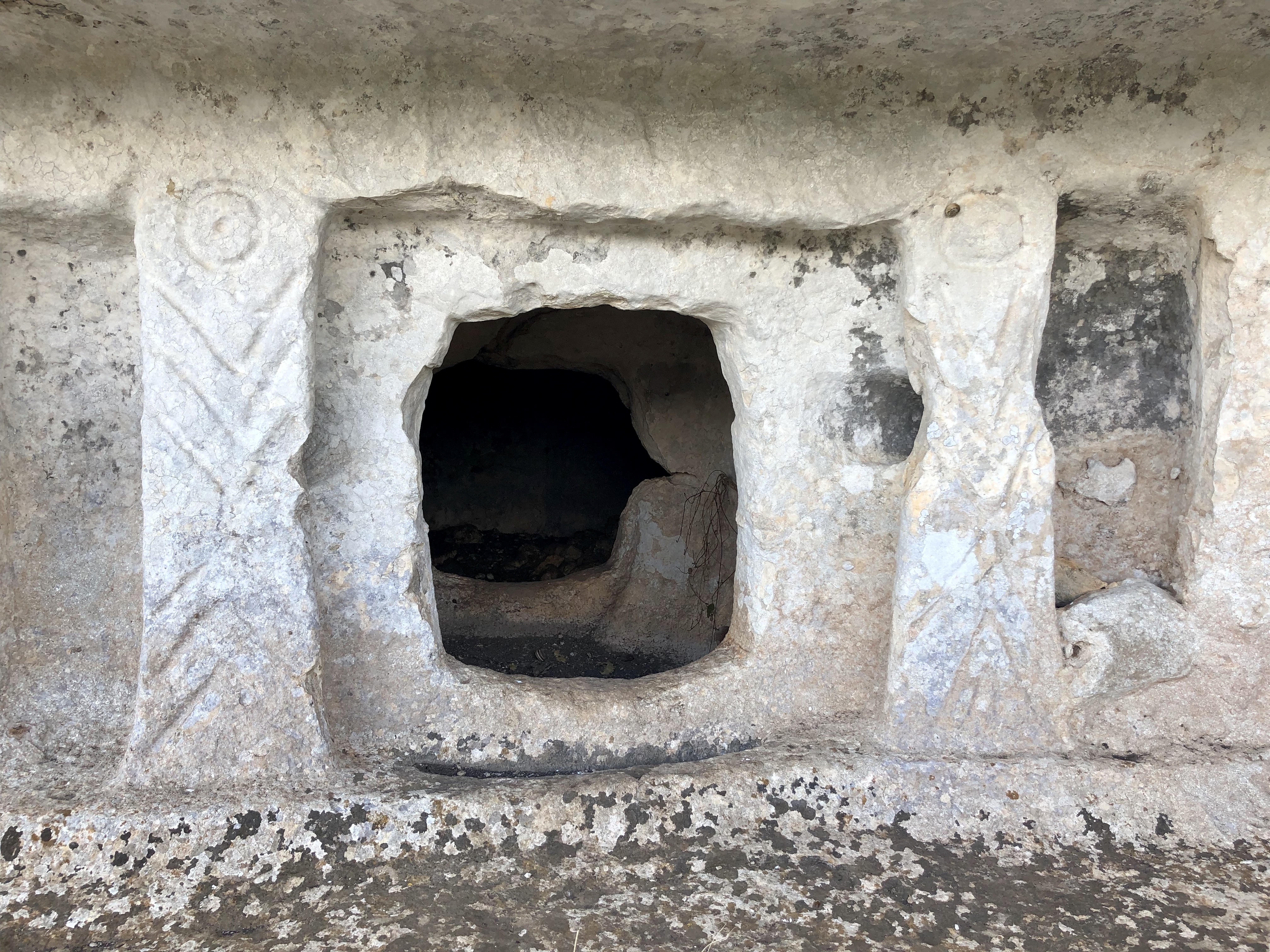
Dettaglio decorativo della tomba Orsi